# Tranzscheliella jacksonii
Tranzscheliella jacksonii är en svampart som först beskrevs av Zundel & Dunlap, och fick sitt nu gällande namn av Vánky 2003. Tranzscheliella jacksonii ingår i släktet Tranzscheliella och familjen Ustilaginaceae.   Inga underarter finns listade i Catalogue of Life.